# Canções, eternas canções
Canções, eternas canções é o primeiro álbum de estúdio do cantor de música gospel  Alex Gonzaga, lançado pela MK Music em julho de 2002.
O álbum traz uma compilações de regravações de músicas que foram sucessos anteriormente.

## Faixas
1. Bem Querer
2. Riqueza
3. Vou Pedir a Deus
4. A Honra e a Glória
5. Aprender a Perdoar
6. Deixa Tudo
7. Mais do Que Um Sonho
8. Para Onde Vão as Aves
9. Para Sempre Cantarei, Santo Santo é o Meu Rei
10. Do Jeito Que Eu Sou
11. Autor da Minha Fé
12. Não Há Barreiras

## Clipes
- Bem querer
- Aprender a perdoar